# 巴格特·辛格
巴格特·辛格（英語：Bhagat Singh，1907年9月28日—1931年3月23日），或被尊稱為「沙希德·巴格特·辛格」，是在印度獨立運動中對抗英屬印度最有影響力的社會主義革命者之一。辛格年輕時曾學習歐洲革命運動沿革，並受無政府主義思想、與馬克思的意識形態啟發。他曾參與數個革命組織，其中他在印度斯坦共和協會（Hindustan Republican Association），於1928年改名印度斯坦社會主義共和協會）最為活躍。
辛格生平中最著名的事件之一為1927年所執行的英國警官約翰·桑德斯（John Saunders）刺殺案，據傳該刺殺行動是為同為旁遮普出身的政治領導人拉拉·拉伊帕特·雷之死報仇。在1929年4月，辛格與同黨的獨立運動革命家巴圖克舒瓦·杜特在英屬印度政府的中央立法議會（下議會）投擲傳單與施放炸彈攻擊，兩人皆在其事件後被逮捕。
辛格的名聲隨著他在獄中日漸高漲，在此期間，他進行了為期116天的絕食抗議印度政治犯與其他歐洲血統囚犯的不公平待遇。在經過特殊法院與英國樞密院的審判與定罪後，他於1931年為其刺殺約翰·桑德斯的罪名處以絞刑，得年23歲。
辛格在印度獨立史中對青年革命家影響深遠，獨立運動成功後，後人為他設立紀念碑，並在今日的印度議會設立其銅像。

## 早期生涯
1907年，巴格特·辛格出生於一個錫克教家族，屬於賈特人，其出生地為英屬印度旁遮普省中费萨拉巴德縣的Banga村（位於今日巴基斯坦的旁遮普省，非同名印度省城）。巴格特·辛格的確切出生日期不詳，據記載應為該年9月27或28日。
巴格特的家族成員中有許多是印度獨立運動份子，甚至在更早以前曾是當地錫克教掌權人兰季德·辛格旗下的軍人。對巴格特尤其影響深遠的家庭成員有其祖父阿爾瓊‧辛格(Arjun Singh)，他曾參與印度教徒領導的改革社會運動─陀耶难陀·萨罗斯薄底。巴格特的父親與叔父們則是獨立派Ghadar Party的成員，據傳巴格特‧辛格的出生日剛好也是他的父親與兩位叔父的出獄日。
有別於同齡的其他錫克教青年，巴格特沒有在拉合爾的錫克學校就讀，因為他的祖父無法接受該學校官員對於英屬印度的忠誠。 因此巴格特就讀的是由改革派所設立的D.A.V學校系統(D.A.V. College Managing Committee)的高中。
1919年，12歲的巴格特在著名的阿姆利則慘案(或稱「札連瓦拉園屠殺案」)之後親臨現場，並目睹了慘烈的情況該經驗讓他在14歲時加入當地一個反對「屠殺非武裝抗議者」的行動。 1922年2月，鄰近城市的乔里—乔拉事件迫使甘地停止他的不合作運動,這使巴格特對於非暴力抗議的主張大失所望，其後他加入了青年革命家的行列並支持以暴力的形式解放英國殖民下的印度(與今日巴基斯坦)。

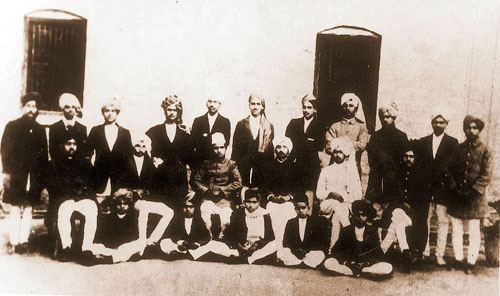
拉合爾國立學院師生照，巴格特‧辛格為右方數來第四位

1923年，巴格特‧辛格進入了政治家Lala Lajpat Rai所創立的拉合爾國立學院，該校在當時是英國學校體制之外的學院。在學院中，巴格特曾以述寫旁遮普省的社會問題獲得校內寫作嘉獎。其後他受到義大利政治家馬志尼所成立的義大利青年黨社會運動的啟發而在1926年3月成立了印度青年協會。同時他也參與了當時的印度斯坦共和協會(Hindustan Republican Association (HRA))。一年後，巴格特為了迴避家族包辦的婚事而搬到坎普爾在他的一封書信中，他曾寫道：「我的人生有更崇高的目標，也就是這個國家的自由，我在此時不能為個人的歇憩或世俗的慾望所惑」。
My life has been dedicated to the noblest cause, that of the freedom of the country. Therefore, there is no rest or worldly desire that can lure me now.
1927年，警方已開始感受到巴格特‧辛格對青年革命份子的影響力，並在該年5月以1926年一則拉合爾爆炸案的嫌疑將他逮捕，五星期之後巴格特以六萬元盧比交保。 在此之後，他為位於阿姆利則的旁遮普語和乌尔都语的報社做寫作與編輯工作，並同時私底下印製印度青年協會文宣抨擊英國殖民政府。巴格特也曾為印度農工黨(Kirti Kisan Party)撰寫刊物，亦曾短期的為德里的報社Veer Arjun工作。 在這些寫作上巴格特經常使用並更換筆名，如Balwant，Ranjit 和 Vidhrohi。

## 革命生涯

### Lala Lajpat Rai之死與刺殺案
1928年，英國殖民政府設立「西蒙委員會」以回報英國中央印度的政治情形。然而西蒙委員會並沒有包含任何印度籍委員，而遭受許多印度政黨撻伐，抗議行動在印度四處興起。該年10月30日，旁遮普政治家Lala Lajpat Rai在拉合爾帶領抗議遊行，警方遂而進行驅趕但立即演變為暴力事件，當地警署所長詹姆士史考特(James A. Scott)立即宣布以警棍暴力鎮壓抗議群眾，Rai在警民衝突中受傷，並於11月17日死於的心臟病發。醫師診斷Rai在暴動中所受的衝擊與傷害極有可能為其心臟病惡化主因，但當該新聞傳至英國國會，英國政府對Rai的死否認任何責任。
同年，印度斯坦共和協會(HRA)改名為「印度斯坦社會主義共和協會(HSRA)」，這個決定與Rai之死以及當時已成為重要成員的巴格特有著不可否認的關聯性 ，該協會成員誓言要為Rai的死討回公道。巴格特與其他革命志士包括Shivaram Rajguru、蘇庫德夫·塔帕、以及錢德拉·謝卡爾·阿扎德合謀刺殺詹姆士史考特。然而，在12月17日行動當天，他們在刺殺任務中誤判目標身分，而在警署外槍殺了擔任所長助理一職的約翰‧桑德斯(John Saunders)。

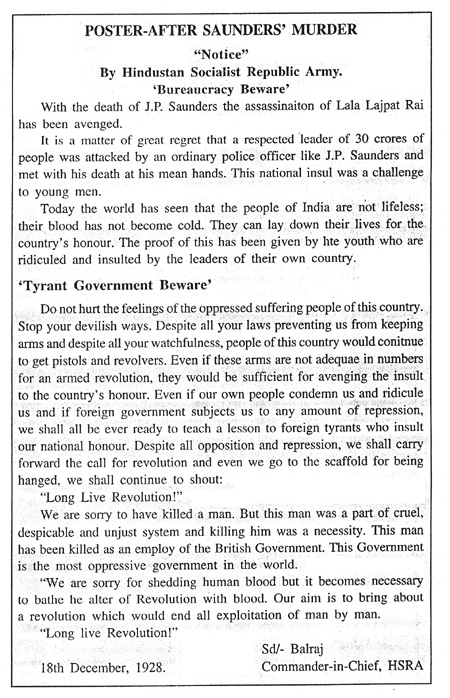
HSRA在桑德斯刺殺案後所發表的文宣，其中的署名Balraj為錢德拉·謝卡爾·阿扎德的化名

在刺殺行動之後，巴格特‧辛格與行刺的其他成員由D.A.V學院的出口逃出，錢德拉·謝卡爾·阿扎德在逃脫過程中為掩護其他人射傷了另一名警官。巴格特一行人之後騎乘腳踏車到事先安排好的小屋避難，警方則出動大量人力通緝他們，監控所有進出城市的管道，並搜查每一個試圖離開拉合爾的年輕男子。巴格特一行人在小屋中躲了兩日，在12月19日其中一位成員聯絡上了另一位同黨革命家的妻子Durgawati Devi，她同意幫助他們脫逃。巴格特與同黨隨即決定搭乘隔日清早從拉合爾出發的火車，經豪拉(加爾各答)到巴廷達。翌日，巴格特與Devi穿著西式服裝，抱著Devi熟睡中的孩子假扮成一對年輕夫婦，而同行的同夥則假扮為他們的家僕。在拉合爾車站巴格特成功隱瞞身分買到車票，一行人於是坐上火車潛逃，為了避免在豪拉車站受到偵查，他們於是改前往另一個北印度邦城勒克瑙再分道揚鑣。
直至今日，人們對於桑德斯刺殺一案的反應仍充滿爭議，巴格特所創立的印度青年協會在此事件之後名聲下滑，在公開場合的集會出席率也頓時驟減。政治家、社會運動家、與媒體也紛紛表示支持不合作運動取代暴力復仇行為。印度國民大會黨主席甘地也公開譴責該刺殺行動是「退步的行為」，但印度獨立後的第一位總理贾瓦哈拉尔·尼赫鲁則曾寫道：「...巴格特‧辛格之所以出名並非因為他的攻擊行徑，而是因為他的行為理念在當時維護了Lala Lajpat Rai、以及我們國家的尊嚴名譽。他成為了一個象徵，他的行為被淡忘了但是其所象徵的意義卻留存了下來。不過數月他的名字已經迴響在旁遮普地區的各個村落，甚至是其他較遠的北印度區域，無數的歌頌讚著他，他所達到的知名程度實為驚人」。
Bhaghat Singh did not become popular because of his act of terrorism but because he seemed to vindicate, for the moment, the honour of Lala Lajpat Rai, and through him of the nation. He became a symbol, the act was forgotten, the symbol remained, and within a few months each town and village of the Punjab, and to a lesser extent in the rest of northern India, resounded with his name. Innumerable songs grew about him and the popularity that the man achieved was something amazing.

### 1929議會事件
1929年，巴格特‧辛格向印度斯坦社會主義共和協會(HSRA)提出了更為激進的行動計劃以達成革命宣傳目的，受到法國無政府主義學者Auguste Vaillant的啟發，巴格特打算效法Vaillant在法國眾議院的爆炸案案例，在英國殖民政府的中央立法議會如法炮製。名義上是抗議殖民政府的公共安全法案與貿易爭端，但實質上巴格特打算利用此次攻擊自首，藉由逮捕與出庭來增加革命派的曝光率。
HSRA一開始反對巴格特的提議，因為巴格特先前參與的刺殺案必將確立他的定罪與判刑，然而事後該協會成員仍因為找不到更適合的人選而默許了巴格特的參與。同年4月8日，巴格特與同黨革命人士Batukeshwar Dutt在中央立法議會外的公共畫廊朝內丟擲兩枚炸彈，該炸彈攻擊並非以爆破型殺傷力為目標，但仍傷及數位議會成員包括總督執行委員會(Viceroy's Executive Council)的財務長George Schuster。
大量的濃煙在炸彈引爆後遮蔽了視線，巴格特與Dutt在此時有機會逃離現場，但是他們留在原地一邊用烏爾度語呼喊著「革命長存！(Inquilab Zindabad)」一邊散佈革命文宣，兩人隨即被逮捕並且移送監獄。
此次議會爆炸案依然受到許多撻伐，其中也包括聖雄甘地的強烈反對。巴格特與Dutt在之後發布了對於此爆炸案的空開文：「我們抱持著生命神聖的理念，我們並非無恥的暴徒或攻擊者...我們也不是如報上所說的瘋狂分子...當我們強烈的施加武力，它是無法辯解的『暴力』，但當我們的行為理由有正當性，它即有道德合理性」。
We hold human life sacred beyond words. We are neither perpetrators of dastardly outrages ... nor are we 'lunatics' as the Tribune of Lahore and some others would have it believed ... Force when aggressively applied is 'violence' and is, therefore, morally unjustifiable, but when it is used in the furtherance of a legitimate cause, it has its moral justification.
議會爆炸一案的初步聽證從5月開始，審訊由同年6月上旬開始，6月12日兩人以「非法造成可危及性命之惡意爆破行為」被判處終身監禁。

## 外部連結
- Bhagat Singh biography, and letters written by Bhagat Singh （页面存档备份，存于）
- Bhagat Singh materials at the South Asian American Digital Archive (SAADA)
- His Violence Wasn't Just About Killing （页面存档备份，存于）, Outlook
- Missed target of Bhagat Singh （页面存档备份，存于）, The Tribune
- The indomitable courage and sacrifice of Bhagat Singh and his comrades will continue to inspire people （页面存档备份，存于）, The Tribune
- Was Bhagat Singh shot dead? （页面存档备份，存于）, The Tribune